# Popcornella
Popcornella Zhang & Maddison, 2012 è un genere di ragni appartenente alla famiglia Salticidae.

## Distribuzione
Le 4 specie note sono state reperite sull'isola di Portorico e Hispaniola.

## Tassonomia
Per la descrizione delle caratteristiche di questo genere sono stati esaminati gli esemplari tipo di P. spiniformis Zhang & Maddison, 2012.
Non sono stati esaminati esemplari di questo genere dal 2017.
Attualmente, a febbraio 2022, si compone di 4 specie:
1. Popcornella furcata Zhang & Maddison, 2012 — Hispaniola
2. Popcornella nigromaculata Zhang & Maddison, 2012 — Portorico
3. Popcornella spiniformis Zhang & Maddison, 2012[2] — Hispaniola
4. Popcornella yunque Zhang & Maddison, 2012 — Portorico